# Косое (озеро)
Косое — озеро на территории Сосновецкого сельского поселения Беломорского района Республики Карелии.

## Общие сведения
Площадь озера — 1,8 км². Располагается на высоте 127,3 метров над уровнем моря.
Форма озера продолговатая: оно более чем на пять километров вытянуто с северо-запада на юго-восток. Берега изрезанные, каменисто-песчаные, местами заболоченные.
Из юго-восточной оконечности озера вытекает безымянный водоток, впадающий в озеро Ватулму, из которого вытекает река Нижняя Охта, впадающая в реку Кемь.
В озере расположено не менее шести небольших безымянных островов.
Код объекта в государственном водном реестре — 02020001011102000006288.